# Gönczi Ambrus
Gönczi Ambrus (Budapest, 1973. augusztus 4. – ) magyar helytörténész, muzeológus, Budapest IX. kerületének kutatója, 1998-tól a Ferencvárosi Helytörténeti Gyűjtemény (1092 Budapest Ráday u. 18.) múzeumvezetője.

## Élete
A 2000-es évek elejétől kutatja Ferencváros történetét, és kutatási eredményeit különböző kiadványokban teszi közzé. Számos könyveit is lektorált. Kutatási területe szűkebben a kiegyezés utáni városfejlődés, az életmódtörténet és a művelődés fejlődése. Tanulmányai jelentek meg a budapesti gyáripar és építészet területéről is.
2003-ban a Pulszky Társaság főtitkárává választották.
Munkásságát 2008-ban Pulszky Károly-díjjal ismerték el.
2014-ben az Eötvös Loránd Tudományegyetem doktori iskolájában A Gregersen család. Beilleszkedés a magyar nagypolgári vállalkozói társadalmi csoportba a XIX. században című disszertációjával doktori fokozatot szerzett.
Megbízott előadóként oktatott az Eötvös Loránd Tudományegyetemen.

## Művei

### Cikkek
Gönczi évek óta számos cikket jelentett meg különböző folyóiratokban, évkönyvekben (Magyar Múzeumok, Múzeumi Közlemények, Tanulmányok Budapest Múltjából, Honismeret), elektronikus felületeken. Állandó szerzője a Pestbuda.hu-nak. Alább egy kisebb válogatás olvasható cikkeiből időrendben:
- Gönczi Ambrus: A Concordia. Egy világhírű malom jubileumára. Honismeret, 44. évf. 4. szám, 2016. 3–5. oldal
- Gönczi Ambrus: A Gregersen család. Beilleszkedés a magyar nagypolgári vállalkozói társadalmi csoportba a XIX. században. Eötvös Loránd Tudományegyetem Doktori Tanácsa és a Történelemtudományi Doktori Iskola, 2015. április 14. (Hozzáférés: 2020. február 9.)
- Rendkívüli pompával nyílt meg 135 évvel ezelőtt az Országos Általános Kiállítás a Városligetben (pestbuda.hu, 2020. máj. 2.)
- A vasbeton szerkezetes építés úttörője – 130 éve született Münnich Aladár építész (pestbuda.hu, 2020. dec. 18.)
- Ma is áll a Magyar Tanítónők Otthona – A szegény sorban élő pedagógusok költözhettek be a tornyos épületbe = PestBuda 2021. december 17.
- Bérházak mestere volt Schannen Ernő építész – Ybl és Hauszmann irodájában sajátította el a tervezést (pestbuda.hu, 2023. febr. 5.)
- Egy híres józsefvárosi ruhagyár története = PestBuda 2023. március 27.

### Könyvek
- Gregersen építőmester. A Ferencvárosi Helytörténeti Gyűjtemény kiállításának katalógusa, Ferencvárosi Önkormányzat, Budapest, 2003, ISBN 963-210-689-X[10]
- G. A. – Winkelmayer Zoltán: Ferencváros metszeteken, Ferencvárosi Önkormányzat, Budapest, 2004, ISBN 963-214-327-2 (Ferencváros képi ábrázolásokon-sorozat)[11]
- G. A. – Winkelmayer Zoltán: Ferencváros metszeteken II., Ferencvárosi Önkormányzat, Budapest, 2004, ISBN 963-214-327-2 (Ferencváros képi ábrázolásokon-sorozat)[12]
- G. A. – Várnai Vera – Winkelmayer Zoltán: Festői Ferencváros, Ráday Könyvesház, Budapest, 2006, ISBN 963-86866-6-9 (Ferencváros képi ábrázolásokon-sorozat)[13]
- G. A. – Winkelmayer Zoltán: Üdvözlet a Ferencvárosból (Ferencváros régi képeslapokon), Ferencvárosi Helytörténeti Egyesület, Budapest, 2007, ISBN 2399963583308 (Ferencváros képi ábrázolásokon-sorozat)[14]
- G. A. – Winkelmayer Zoltán: Üdvözlet a Ferencvárosból II. Ferencvárosi képeslapok az elmúlt 70 évből, Ferencvárosi Helytörténeti Egyesület, Budapest, 2008, ISBN 978-963-874-611-5 (Ferencváros képi ábrázolásokon-sorozat)[15]
- (szerk.) G. A. – Winkelmayer Zoltán: 220 év 220 kép. Pillanatfelvételek Ferencváros múltjából, Budapest Főváros IX. Kerület Ferencváros Önkormányzata, Budapest, 2012, ISBN 978-963-08-5204-3[16]
- G. A. – Winkelmayer Zoltán: Vendégváró Ferencváros – Fogadók, kávéházak, éttermek az elmúlt 225 évből, Ferencváros Önkormányzata, Budapest, 2017, ISBN 9786158079518[17]

Nagyobb tanulmányai jelentek meg:
- (szerk.) Götz Eszter – Orbán György: Ferencváros kétszáz éve, Ráday Könyvesház, Budapest, 2010, ISBN 978-963-9942-01-1[18]